# Víctor Toledo Sandoval
Víctor Osvaldo Toledo Sandoval (Santiago, 18 de junio de 1954) es un ingeniero comercial y empresario chileno, expresidente del directorio de la estatal Empresa de los Ferrocarriles del Estado (EFE).
Se formó en Santiago, ciudad desde la cual se trasladó a la Región del Biobío para estudiar ingeniería comercial en la Universidad de Concepción en 1973.
Comenzó su actividad profesional en 1978 en Langton & Clark, pasando luego a LanChile, como asesor de la gerencia de finanzas. Posteriormente fue subgerente general de la cadena de tiendas de bricolaje Sodimac.
En 1983 ingresó a Citibank Chile como gerente general de la banca de personas.
En 1996 fue nombrado gerente general del Citibank en Bélgica, cargo que consideraba, además, la banca de personas para Francia. Seguidamente, regresó a un cargo regional de la misma entidad con sede en San Paulo, Brasil.
De vuelta en Chile asumió la gerencia general y luego la presidencia de la unidad local del ABN AMRO y, tras la venta de este, la presidencia ejecutiva del directorio del Royal Bank of Scotland Chile.
Fue designado presidente de EFE en junio de 2010, en pleno Gobierno del presidente Sebastián Piñera. Dejó esta responsabilidad en enero de 2013.
En 2013 se vinculó a la consultora de gestión global Booz & Company.
En 2015 ingresó como miembro del directorio al banco BTG Pactual Chile.